# Jiří Klíma
Jiří Klíma (* 5. ledna 1997 Jihlava) je český profesionální fotbalista, který hraje na pozici útočníka za český klub FC Baník Ostrava. Je také bývalým českým mládežnickým reprezentantem.

## Klubová kariéra

### Vysočina Jihlava
Klíma je odchovanec Jihlavy, kde byl v lednu 2016 zařazen do prvního týmu a 14. května 2016 si odbyl svůj ligový debut v zápase proti pražské Spartě.
V sezoně 2016/17 hostoval v druholigovém Znojmě. Ve 26 soutěžních zápasech vstřelil 6 branek a pomohl klubu ke konečné 6. příčce.
Po návratu z hostování pokračoval Klíma v Jihlavě, se kterou v roce 2018 sestoupil z nejvyšší soutěže do druhé ligy. V sezóně 2018/19 patřil Klíma ke klíčovým hráčům klubu, 11 brankami a 4 asistencemi pomohl Jihlavě k postupu do baráže o první ligu. V ní ale Jihlava nestačila na prvoligovou Karvinou (výsledky 1:2 a 1:1).

### Mladá Boleslav
V létě 2019 přestoupil Klíma do Mladé Boleslavi. V konkurenci Nikolaje Komličenka, Murise Mešanoviće a Tomáše Wágnera se nedokázal Klíma prosadit v podzimní části sezóny do základní sestavy. V závěru ročníku 2019/20 dostal Klíma šanci a trenéru Weberovi se odvděčil hned pěti brankami v posledních deseti kolech. Dohromady ve své první sezóně ve středních Čechách vstřelil 7 branek ve 35 soutěžních utkáních.
Do sezóny 2020/21 vstoupil Klíma jako útočník číslo jedna, jenže kvůli zranění kotníku nastoupil na podzim jen do šesti utkání, v nichž dal čtyři góly. Na jaro 2021 trápilo Klímu svalové zranění, a tak musel vynechat velkou část sezóny.

### Baník Ostrava
Po dvou letech v Mladé Boleslavi zamířil Klíma v létě 2021 do Baníku Ostrava. Pod trenérem Ondřejem Smetanou nastupoval zpočátku pravidelně jako střídající hráč, ve své první sezóně v dresu Baníku vstřelil Klíma 9 branek.
Klíma nebyl útočníkem číslo jedna ani v sezóně 2022/23, přednost před ním dostával Slovák Ladislav Almási či nigerijský mladík Muhamed Tijani. Klíma nastoupil do 29 soutěžních zápasů, v nichž vstřelil 5 branek.
Kvůli zranění pak Klíma vynechal i velkou část podzimní poloviny sezóny 2023/24, v útoku dostával šanci například Filip Kubala či Abdullahi Tanko. Klímovi se střelecky nedařilo ani ve zbytku sezóny, ve 25 soutěžních zápasech vstřelil 2 góly. S Baníkem ale dokázal po 14 letech postoupit do pohárové Evropy.
Dne 25. července 2024 se Klíma střelecky prosadil při výhře 5:1 ve druhém předkole Konferenční ligy proti arménskému klubu FC Urartu.

## Reprezentační kariéra
Klíma mezi lety 2012 a 2017 nastupoval v dresu českých mládežnických reprezentacích.